# Jens Nielsen
Jens Nielsen, född 23 oktober 1969 i Köpenhamn, Danmark, är en dansk ishockeytränare och före detta ishockeyspelare.
1984/1985 spelade Nielsen sin första match i Danmarks högsta liga i laget Herlev IC. Efter en säsong där visade Leksands IF intresse och skrev kontrakt med den unge Nielsen. Han spelade fyra säsonger i Leksand och gjorde också en sväng ner till Malmö Redhawks som spelade i Division 1, men efter en säsong i Skåne vände han tillbaks till Leksand för ytterligare fyra säsonger. Nielsen ville då prova på något nytt och skrev på ett kontrakt med Västerås IK säsongen 1993/1994. Efter en säsong där skrev han på för Rögle BK och spelade där 1994/1996. Efter några säsonger i andra lag återkom Nielsen till Leksand säsongen 1996/1997 och spelade där fram till 2004/2005. Efter den säsongen visade sportchefen Masken Carlsson inget intresse för Nielsen. Han ledde den interna poängligan på ett så kallat Try Out-kontrakt men fick lämna ändå. Då skrev Nielsen kontrakt med HC Thurgau och spelade där i två säsonger. 2005/2008 spelade Nielsen i Danska Aalborg Boldspilklub innan han återvände till Dalarna och spelade i Borlänge HF 2008–2009.
Jens Nielsen har representerat Danmark i flera C-VM-, B-VM- och A-VM-turneringar.
Efter spelarkarriären sadlade Nielsen om till att bli tränare och var säsongen 2013/2014 tränare för Häradsbygdens SS och är sen 2014 tränare för Leksands IF:s damlag i Riksserien . 2015 skrev han på som tränare för Aalborg Boldspilklub.